# Sweden hotels
Sweden hotels var en hotellkedja med privatägda hotell i hela Sverige. Hotell som var medlemmar hade antingen 3 eller 4 stjärnor (klassificering av hotell), och målgruppen var i första hand affärsresenärer. Sweden Hotels stamgästprogram hette Gästklubben VVV. Varumärkena Sweden Hotels och Gästklubben VVV ägdes och förvaltades av Fenix Hospitality Sweden AB. Sweden Hotels servicekontor fanns i Göteborg. 2017 såldes hotellkedjan till Best Western, som fasade ut Sweden Hotels successivt över de närmaste åren.

## Sweden Hotels (urval)
- Alvesta - Hotel Rådmannen
- Borås - Hotell Sköna Nätter
- Eskilstuna - Vilsta Sporthotell
- Falköping - Hotel Falköping
- Göteborg - Hotel Allén, Hotell Elisero, Hotel Lorensberg, Hotel Vasa, Arena Hotel, Center Hotel
- Halmstad - Hotel Continental, Tylebäck Hotell & Konferens
- Helsingborg - Hotel Maria, Hotell Linnéa
- Hjo - Hotel Bellevue
- Hässleholm - Hotell Statt Hässleholm
- Härnösand/Hornöberget - Hotell Höga Kusten
- Järna - Hotell Kulturhuset
- Kalmar - Frimurarehotellet
- Karlskrona - Hotell Aston, Hotell Conrad
- Karlstad - Hotel Savoy
- Katrineholm - Hotel Statt i Katrineholm
- Kil - Kavaljeren Appertin
- Kungälv - Hotell Fars Hatt
- Lidköping Stadshotell
- Linköping - Stångå Hotell
- Lund - Hotell Nordic Lund
- Löddeköpinge - Dahls Hotell
- Malmköping - Hotel Malmköping
- Malmö - Mayfair Hotel Tunneln
- Mellerud - Wärdshuset på Dal
- Mjölby Stadshotell
- Motala - Hotell Nostalgi, Hotell Nostalgi City
- Nora Stadshotell
- Norrtälje - Hotell Roslagen
- Simrishamn - Hotel Svea
- Skara - Skara Stadshotell/Rosers
- Skövde - Karstorp
- Stockholm - Hotel Esplanade, Hotell Zinkensdamm
- Södertälje - Hotell Torpa Pensionat
- Trollhättan - Hotell Bele
- Uppsala -  Grand Hotell Hörnan
- Varberg - Hotell Havanna
- Visby - Donners Hotell
- Västervik - Centralhotellet
- Västerås - Klipper Hotel
- Växjö - Öjaby Herrgård
- Åmål - Hotell Dalhall, Åmåls Stadshotell
- Ängelholm - Hotell Erikslund
- Örebo - Livin Hotell City, Livin Station
- Örnsköldsvik - Hotell Focus
- Östersund - Hotel Älgen

## Associerat hotell
- Stockholm - Hotell Anno 1647